# Valters Jansons
Valters Jansons (* 22. August 2004) ist ein lettischer Leichtathlet, der sich auf den Hochsprung spezialisiert hat.

## Sportliche Laufbahn
Erste internationale Erfahrungen sammelte Valters Jansons im Jahr 2023, als er bei der 2. Liga der Team-Europameisterschaft im Rahmen der Europaspiele in Chorzów mit übersprungenen 1,97 m den siebten Platz im B-Finale belegte. 
2022 wurde Jansons lettischer Meister im Hochsprung.